# Andrena curtivalvis
Andrena curtivalvis là một loài Hymenoptera trong họ Andrenidae. Loài này được Morice mô tả khoa học năm 1899.